# Villogorgia alternans
Villogorgia alternans är en korallart som beskrevs av Wright och Studer. Villogorgia alternans ingår i släktet Villogorgia och familjen Plexauridae. Inga underarter finns listade i Catalogue of Life.